# Hans Podiuk

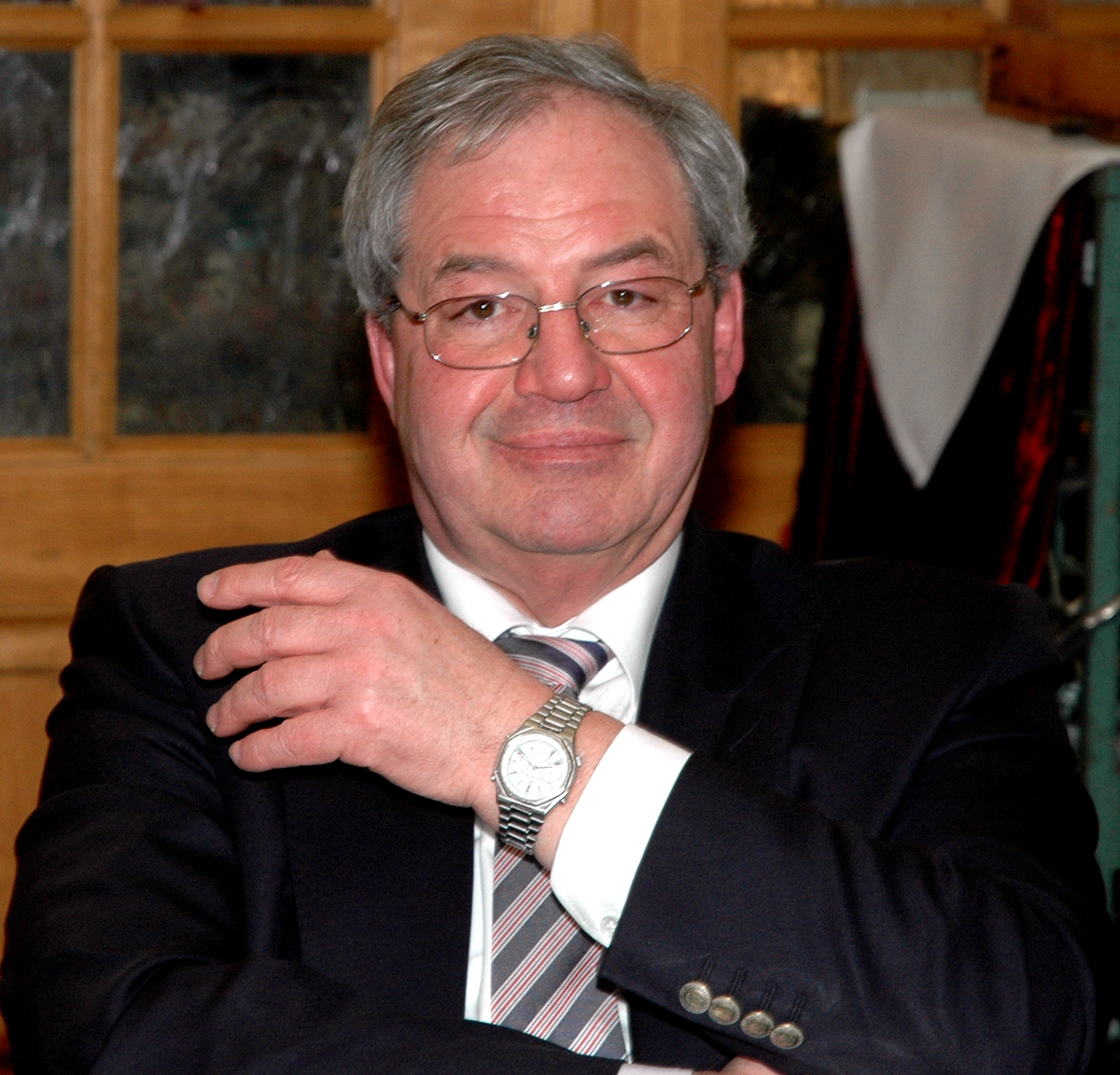
Hans Podiuk bei einer Bürgerversammlung in München-Trudering 2013

Hans Podiuk (* 18. September 1946 in München) ist ein deutscher Kommunalpolitiker (CSU).

## Leben
Hans Podiuk besuchte die Wirtschaftsaufbauschule und arbeitete als Diplom-Verwaltungswirt (FH) im Bayerischen Staatsministerium für Umwelt, Gesundheit und Verbraucherschutz.
Podiuk wurde erstmals am 5. März 1978 in den Münchner Stadtrat gewählt, dem er bis März 2020 ununterbrochen angehörte. Im Mai 1987 wurde er stellvertretender Fraktionsvorsitzender, von Mai 1995 bis Dezember 2006 war er Fraktionsvorsitzender. Seit seiner Amtsübergabe an Josef Schmid ist er stellvertretender Fraktionsvorsitzender und Fraktionsgeschäftsführer. Podiuk war zuletzt Mitglied im Ausschuss für Stadtplanung und Bauordnung, im Kommunalausschuss sowie im Riembeirat (der sich mit der Planung und Entwicklung der Messestadt Riem befasst).
Podiuk kandidierte bei der Münchner Oberbürgermeisterwahl am 3. März 2002 gegen Amtsinhaber Christian Ude (SPD), nachdem der CSU-Bundestagsabgeordnete Aribert Wolf am 28. Oktober 2001 seine Kandidatur überraschend zurückgezogen hatte. Ude erhielt im ersten Wahlgang 64,5 % der Stimmen, Podiuk 29,2 %.
Am 26. Mai 2003 wurde Podiuk nach 16-jähriger Amtszeit als CSU-Kreisvorsitzender im Münchner Südosten gestürzt. Mit 36 zu 63 Stimmen unterlag er dem Stadtrat Christian Baretti. Später stellte sich heraus, dass dieser Sturz von seinen innerparteilichen Gegnern von langer Hand geplant und ein Teil der Münchner CSU-Affäre war. Als Folge dieser und anderer Affären wurde Baretti aus der CSU-Stadtratsfraktion ausgeschlossen und kam Parteiausschlussverfahren durch Austritt zuvor.
Podiuk ist seit 1982 Mitglied des Verwaltungsrates beim Bund der Steuerzahler in Bayern e.V., seit 2010 dessen Vorsitzender.
1996 erhielt Podiuk die kommunale Verdienstmedaille in Bronze, 1998 das Bundesverdienstkreuz am Bande. 2008 wurde er mit der Goldenen Bürgermedaille der Landeshauptstadt München, 2009 mit der Medaille für besondere Verdienste um die kommunale Selbstverwaltung in Silber geehrt. 2022 wurde er mit der Ehrenbürgerwürde der Landeshauptstadt München ausgezeichnet.
Podiuk ist verheiratet.